# George Roger Sell
George Roger Sell (Milwaukee, 7 de fevereiro de 1937 – 29 de maio de 2015) foi um matemático estadunidense, especialista em equações diferenciais, sistemas dinâmicos e aplicações à dinâmica dos fluidos, modelo climático, sistemas de controle e outros assuntos.

## Biografia
Obteve em 1957 o grau de bacharel, em 1958 o M.Sc. na Universidade Marquette e em 1962 o Ph.D. na Universidade de Michigan, orientado por Wilfred Kaplan e Lamberto Cesari, com a tese Stability Theory and Lyapunov's Second Method. O Departamento de Matemática
Foi palestrante convidado do Congresso Internacional de Matemáticos em Varsóvia (1983). Em 1988 foi editor-in-chief fundador do Journal of Dynamics and Differential Equations. Em 2012 foi eleito fellow da American Mathematical Society.

## Publicações selecionadas

### Artigos
- "A note on the fundamental theory of ordinary differential equations," Bull. Amer. Math. Soc. 70 (1964): 529–535 doi:10.1090/S0002-9904-1964-11185-X
- "Almost periodic and periodic solutions of difference equations," Bull. Amer. Math. Soc. 72 (1966): 261–265 doi:10.1090/S0002-9904-1966-11487-8
- "Nonautonomous differential equations as dynamical systems: I and II," Trans. Amer. Math. Soc. 127 (1967); I. The basic theory, 214–262 doi:10.1090/S0002-9947-1967-0212313-2; II. Limiting equations, 263–283 doi:10.1090/S0002-9947-1967-0212314-4
- com Wayne W. Schmaedeke: "The Gronwall inequality for modified Stieltjes integrals," Proc. Amer. Math. Soc. 19 (1968): 1217–1222 doi:10.1090/S0002-9939-1968-0230864-8
- com L. Markus: "Control in conservative dynamical systems. Recurrence and capture in aperiodic fields," J. Differential Equations 16 (1974): 472–505.
- com R. J. Sacker: "Finite extensions of minimal transformation groups," Trans. Amer. Math. Soc. 190 (1974): 429–458 doi:10.1090/S0002-9947-1974-0350715-8
- com R. J. Sacker: "A note on Anosov diffeomorphisms," Bull. Amer. Math. Soc. 80 (1974): 278–280 doi:10.1090/S0002-9904-1974-13460-9
- "A remark on an example of R. A. Johnson," Proc. Amer. Math. Soc. 82 (1981): 206–208 doi:10.1090/S0002-9939-1981-0609652-2
- com K. R. Meyer: "Melnikov transformations, Bernoulli bundles and almost periodic perturbations," Trans. Amer. Math. Soc. 314 (1989): 63–105. doi:10.1090/S0002-9947-1989-0954601-2
- com J. Mallet-Paret: "Inertial manifolds for reaction-diffusion equations in higher space dimensions," J. Amer. Math. Soc. 1 (1988): 805–866. doi:10.1090/S0894-0347-1988-0943276-7
- com G. Raugel: "Navier-Stokes equations on thin 3D domains I: Global attractors and global regularity of solutions," J. Amer. Math. Soc. 6 (1993): 503–568. doi:10.1090/S0894-0347-1993-1179539-4

### Livros
- com Richard K. Miller: Volterra integral equations and topological dynamics. Col: Memoirs of the American Mathematical Society, no. 102. [S.l.: s.n.] 1970; 67 pp.
- Topological dynamics and ordinary differential equations. [S.l.: s.n.] 1971; 199 pp.
- com R. J. Sacker: Lifting properties in skew-product flows with applications to differential equations. Col: Memoirs Amer. Math. Soc., no. 190. [S.l.: s.n.] 1977
- com A. W. Naylor: Linear operator theory in engineering and science. Col: Applied mathematical sciences vol. 40. [S.l.]: Springer. 1982 2000 reprint. [S.l.: s.n.; pbk
- com Ciprian Foiaș and Roger Temam: Turbulence in flows: a dynamical systems approach. Col: IMA volumes in mathematics and its applications, vol. 55. [S.l.]: Springer-Verlag. 1993
- com Yuncheng You: Dynamics of evolutionary equations. Col: Applied mathematical sciences, vol. 143. [S.l.]: Springer. 2002